# Acrolophus synapta
Acrolophus synapta är en fjärilsart som beskrevs av John Hartley Durrant 1915. Acrolophus synapta ingår i släktet Acrolophus och familjen Acrolophidae. Inga underarter finns listade i Catalogue of Life.